# Pont de Montjean-sur-Loire
Die Pont de Montjean-sur-Loire ist eine Straßenbrücke in dem Ort Montjean-sur-Loire in der Gemeinde Mauges-sur-Loire im Département Maine-et-Loire in der französischen Region Pays de la Loire.
Die zweispurige, 480 m lange und 8 m breite Hängebrücke führt die Route départementale D15 über die Loire.
Sie hat 5 Stahlbeton-Pylone mit vier jeweils 90 m Brückenfeldern zwischen ihnen und jeweils einem 48 m langen Feld zum Ufer.
Ihre vierfachen Tragkabel sind nicht durchgehend, sondern reichen nur von ihrer Verankerung an einer Pylonspitze zur nächsten. Die Pylonspitzen werden durch dreifache Ausgleichsseile (câbles d’équilibre) miteinander verbunden. Am Ufer stehen kleine, etwa 4 m Pylone mit gusseisernen Kabelsätteln, über die die Trag- und die Ausgleichsseile zu den kurz dahinter stehenden Ankerblöcken geführt werden. Der Fahrbahnträger besteht aus einem Trägerrost mit einer Betonplatte und starken Fachwerkträgern an den Seiten.

## Geschichte
Die erste Brücke an dieser Stelle war eine 1850 eröffnete Hängebrücke der damals üblichen, sehr leichten Bauart.
Mehr als ein halbes Jahrhundert später war sie den Anforderungen des Verkehrs nicht mehr gewachsen. 1927 wurde sie deshalb durch einen Neubau ersetzt, den Gaston Leinekugel Le Cocq nach dem von ihm weiterentwickelten Système Gisclard entworfen und in seiner Fabrik vorgefertigt hatte. Er hatte dabei erstmals die von Gisclard entwickelte fachwerkartige Tragseilverspannung mit den Prinzipien der Dreigelenkbogens verbunden.
In einem heftigen Sturm im April 1935 brach der erste Pylon am rechten Ufer und riss zwei Brückenfelder mit sich. Das Hochwasser des Januar 1936 schwemmte zunächst die im  Fluss liegenden Trümmer und danach die restliche Brücke weg. Erst 1951 wurde die Haftung für den Einsturz letztinstanzlich entschieden.
Inzwischen hatte man 1938 einen Ersatz gebaut, der aber 1940 von französischen Truppen gesprengt wurde, um den Vormarsch der Wehrmacht aufzuhalten. Die von den Deutschen eingerichtete hölzerne Behelfsbrücke wurde 1944 von amerikanischen Luftangriffen zerstört.
Die gegenwärtige Brücke wurde zwischen 1948 und 1949 von Baudin Chateauneuf errichtet, die  auch die Renovierungsarbeiten zwischen 2001 und 2003 ausführten.